# Elecciones estatales de Durango de 2013
Las Elecciones estatales de Durango de 2013 se llevaron a cabo el domingo 7 de julio de 2013, y en ellas se renovaron los siguientes cargos de elección popular:
- 39 ayuntamientos. Compuestos por un Presidente Municipal y regidores, electos para un periodo de tres años no reelegibles para el periodo inmediato.
- 30 Diputados al Congreso del Estado. 17 electos por mayoría relativa en cada uno de los Distritos Electorales y 13 elegidos por representación plurinominal.

## Resultados electorales

### Ayuntamientos
| Partido/Coalición | Partido/Coalición                    | Municipios |
| ----------------- | ------------------------------------ | ---------- |
|                   | Partido Acción Nacional              | 5          |
|                   | Partido Revolucionario Institucional | 32         |
|                   | Partido de la Revolución Democrática | 0          |
|                   | Partido del Trabajo                  | 1          |
|                   | Partido Verde Ecologista de México   | 0          |
|                   | Nueva Alianza                        | 0          |
|                   | Movimiento Ciudadano                 | 1          |
|                   | Partido Duranguense                  | 0          |

#### Ayuntamiento de Durango
|  | 36.72 % |

|  | 44.58 % |

|  | 3.07 % |

|  | 11.77 % |

|  | 3.84 % |

#### Candidatos electos
| Municipio             | Partido/Coalición   | Candidato electo              |
| --------------------- | ------------------- | ----------------------------- |
| Canatlán              |                     | Manuel de Jesús Ávila Galindo |
| Canelas               |                     | Santiago Chaidez Jiménez      |
| Coneto de Comonfort   |                     | José Octavio Ochoa Medina     |
| Cuencamé              |                     | Edith Bernarda Orozco Machado |
| Durango               | PRI,PVEM,PANAL y PD | Esteban Villegas Villarreal   |
| General Simón Bolívar |                     | Silvia Rangel Orona           |
| Gómez Palacio         |                     | José Miguel Campillo Carrete  |
| Pánuco de Coronado    | PRI,PVEM,PANAL y PD | Mario Quiñones                |

### Diputados
| Partido/Coalición | Partido/Coalición                    | Mayoría relativa | Proporcional | Total |
| ----------------- | ------------------------------------ | ---------------- | ------------ | ----- |
|                   | Partido Acción Nacional              | 0                | 2            | 2     |
|                   | Partido Revolucionario Institucional | 17               | 5            | 22    |
|                   | Partido de la Revolución Democrática | 0                | 1            | 1     |
|                   | Partido del Trabajo                  | 0                | 1            | 1     |
|                   | Partido Verde Ecologista de México   | 0                | 1            | 1     |
|                   | Nueva Alianza                        | 0                | 1            | 1     |
|                   | Movimiento Ciudadano                 | 0                | 1            | 1     |
|                   | Partido Duranguense                  | 0                | 1            | 1     |